# Jean-Pierre Blumberg
Jean-Pierre Blumberg (Merksem, 3 mei 1957 - Schoten, 4 oktober 2020) was een Belgisch advocaat en bestuurder. Hij was bekend als zakenadvocaat en stond aan het hoofd van het Belgische kantoor van het internationale advocatenkantoor Linklaters.

## Levensloop
Jean-Pierre Blumberg groeide op in Duitsland en behaalde de diploma's van kandidaat in de rechten aan de Ufsia in Antwerpen (1977) en licentiaat in de rechten aan de Katholieke Universiteit Leuven (1980) en een Master of Laws aan de Cambridge-universiteit in het Verenigd Koninkrijk (1981).
In 1982 ging hij aan de slag bij advocatenkantoor De Bandt, Van Hecke & Lagae, waar hij in 1990 vennoot werd. In 2001 ging het kantoor in het Britse advocatenkantoor Linklaters op. Blumberg kwam aan het hoofd te staan van het Belgische kantoor van Linklaters en werd in 2008 managing partner voor heel Europa. Vanaf 2013 was hij als lid van het International Board medeverantwoordelijk voor de verschillende fusies en overnames van Linklaters wereldwijd. In 2011 en 2016 was hij kandidaat om Linklaters te leiden, maar moest hij tweemaal het onderspit delven tegen een Britse kandidaat. Als zakenadvocaat was Blumberg betrokken bij grote beursintroducties, fusies en overnames, zoals onder meer de fusie van KBC en Almanij, wanneer Omega Pharma de beurs verliet en de beursgangen van Belgacom, bpost en X-FAB.
Vanaf 1986 was Blumberg docent aan de Universiteit Antwerpen. Hij was tevens gastdocent aan de KU Leuven en de Antwerp Management School.
Hij was ook voorzitter van de raad van bestuur van het commercieel vastgoedbedrijf Vastned Retail Belgium en (onafhankelijk) bestuurder bij de Antwerpse rederij CMB, Bank Delen, vastgoedvennootschap Intervest Offices (2001-2013), het Antwerp Symphony Orchestra en GUBERNA. Hij was ook lid van de businessclub Cercle de Lorraine en het Koninklijk Instituut voor Internationale Betrekkingen. Hij was ook lid van de redactieraden van het Notarieel en Fiscaal Maandblad (1990-2000), Vennootschapsrecht & Fiscaliteit (1997-2000) en Tijdschrift voor Financieel Recht (2000-2004). In 2015 werd Blumberg ook lid van een expertencommissie die het Federale Overheidsdienst Financiën in het leven riep over de toekomst van de Belgische financiële sector.

## Eerbetoon
- 2005 - Equity Deal of the Year (International Financial Law Review)
- 2005 - Dealmaker of the Year (Trends)
- 2007 - Managing Partner of the Year (Belgian Legal Awards)

In 2021 richtte de Universiteit Antwerpen de leerstoel Jean-Pierre Blumberg in.